# Sylvain Léandri
Pour les articles homonymes, voir Léandri.
Sylvain Léandri (né le 7 février 1948 à Nice) est ancien joueur de football français, qui pouvait évoluer au poste de défenseur ou de milieu de terrain.
Il a joué en D1 à l'OGC Nice de 1965 à 1971 et au Paris SG, toujours en D1, lors de la saison 1971/1972. Il a ensuite évolué au Paris FC (D1) en 1972/1973.
Au total, Sylvain Léandri a disputé 67 matchs en Division 1 et 34 matchs en Division 2.

## Palmarès
- Champion de Division 2 en 1969-1970 avec OGC Nice